# チャイソンクラーム
チャイソンクラームとはラーンナー王朝2代目の王である。

## 伝記
チャイソンクラームはマンラーイの子である。子供が3人おり、上からセーンプー、ナムトゥワム、グアと言った。
チャイソンクラームは即位すると4ヶ月あまりでチエンマイを離れチエンラーイに住居を移した。そして、息子のセーンプーにチエンマイの統治を任せた。
しかし、チャイソンクラームがチエンマイから目を離している隙に、チエンマイは兄弟のクルアに乗っ取られ、王位が簒奪されそうになる。これを鎮圧したのが、第二子のナムトゥワムでナムトゥワムはその後、チエンマイの国主に任命された。
その後、ナムトゥワムは「父親に従順でない」とされ、ケントゥンに流され、チエンマイの国主は再びセーンプーに任された。
チャイソンクラームはチエンラーイで死去した。